# Quartet de corda núm. 15 (Xostakóvitx)
El Quartet de corda núm. 15 en mi bemoll menor, op. 144, va ser compost per Dmitri Xostakóvitx el 1974. Va ser estrenat pel Quartet Tanéiev (Vladimir Ovtxarek, Grigori Lutski, Vissarion Soloviov, Iosif
Levinzon) el 15 de novembre de 1974 a la Sala Glinka de Leningrad. Té una durada d'uns 37 minuts.

## Estructura
L'obra té sis moviments amb una durada aproximada de 37 minuts:
1. Elegia (Adagio) attacca
2. Serenada (Adagio) attacca
3. Intermezzo (Adagio) attacca
4. Nocturn (Adagio) attacca
5. Marxa fúnebre (Adagio) attacca
6. Epíleg (Adagio – Adagio molto – Adagio – Adagio molto – Adagio – Adagio
 molto – Adagio – Adagio molto)

## Origen i context
El Quartet núm. 15, l'últim i més extens dels quartets de corda de Xostakóvitx, va ser començat el 13 d'abril de 1974 a Repino i finalitzat tres mesos més tard, el 17 de maig, en un hospital de Moscou. Menys d'un any després de l'estrena, Xostakóvitx moria a Moscou (9 d'agost de 1975); però el Quinzè Quartet no seria el seu darrer testament musical: dos mesos després d'haver-lo completat, encara compondria l'esfereïdor cicle de cançons amb textos de Michelangelo Buonarroti i la que finalment seria la seva darrera creació, l'austera Sonata per a viola i piano op. 147.
Quan Xostakóvitx va finalitzar el Quartet núm. 15, va entregar la partitura immediatament a Dmitri Tsiganov, del Quartet Beethoven, sabent que no disposava de gaire temps per escoltar-lo. No obstant això, la mort sobtada de Serguei Xirinski, el violoncel·lista del Quartet Beethoven, poc després d'iniciar els assajos, va fer que el compositor, impacient, confiés l'estrena al Quartet Tanéiev. L'obra es va presentar per primera vegada a la Sala Glinka de Leningrad, com era habitual. L'ambient era especialment tens, el públic era conscient de la fragilitat de Xostakóvitx, que va fer una breu salutació al final del concert, molt conscient del poc temps que li quedava. Aquesta vegada, a diferència del núm. 14, l'impacte de la seva música va ser profundament inquietant i emotiu. El Quartet Beethoven, amb Tsiganov com a únic membre original restant, va interpretar l'obra a Moscou un mes després.